# Tiga (artiest)
Tiga, artiestennaam van Tiga James Sontag (Montreal, 18 september 1974), is een Canadese dj, producer en remixer.
Tiga is vooral bekend vanwege zijn remixen van onder andere: Tomas Anderssons Washing Up, Scissor Sisters' Comfortably Numb en Felix da Housecats Madame Hollywood. Maar hij is ook bekend voor zijn covers van Nelly's Hot in Herre en Corey Harts Sunglasses at Night. Hij produceert zijn eigen materiaal, maar heeft ook samengewerkt met Jori Hulkkonen (gekend onder het pseudoniem Zyntherius), Richard X en Jake Shears van Scissor Sisters. Hij werkt vaak samen met Mateo Murphy (met wie hij het duo TGV vormt), Zombie Nation waar hij ZZT mee vormt en met Jesper Dahlbäck, die vele van Tiga's nieuwere remixes produceert. Tiga is goed bevriend met Steph en David Dewaele van Soulwax, zij hebben de helft van de tracks van Tiga's debuutalbum Sexor geproduceerd.
Begin jaren 90, voor hij muziek maakte, organiseerde Tiga ravefeesten in zijn thuisstad. In 1994 opende hij een platenwinkel, DNA Records genaamd. In 1996 richtte hij zijn eigen platenlabel op: Turbo Recordings.

## Discografie

### Albums
- DJ-Kicks: Tiga (2002)
- Inthemix.05 (2005)
- Sexor (2006)
- Ciao! (2009)
- No Fantasy Required (2016)
- L'Ecstasy (met Hudson Mohawke) (2023)

### Hitlijsten
| Single met eventuele hitnotering(en) in de Nederlandse Top 40 | Datum van verschijnen | Datum van binnenkomst | Hoogste positie | Aantal weken | Opmerkingen                              |
| ------------------------------------------------------------- | --------------------- | --------------------- | --------------- | ------------ | ---------------------------------------- |
| Sunglasses at Night                                           | 2002                  | 01-06-2002            | 35              | 2            | met Zyntherius / Dancesmash op Radio 538 |
| Hot in Herre                                                  | 2003                  | 26-07-2003            | 40              | 2            |                                          |
| You Gonna Want Me                                             | 2005                  | 29-10-2005            | 32              | 5            | Dancesmash op Radio 538                  |

### Singles
- Sunglasses at Night (2001), samen met Jori Hulkkonen, als Tiga & Zyntherius (UK #25)
- TGV EP (2002), als TGV, samen met Mateo Murphy
- DJ-Kicks Promo (2002), samen met Mateo Murphy
- Running out of Time EP (2003), als TGV, met Mateo Murphy
- Hot in Herre (2003), samen met Mateo Murphy en Jake Shears, (UK #46)
- Burning Down (2003), samen met Richard X
- Pleasure from the Bass (2004), samen met Jesper Dahlbäck, (UK #57)
- Louder than a Bomb (2005), samen met Jesper Dahlbäck
- You Gonna Want Me (2005), samen met Soulwax en Jake Shears, (UK #64, AUS #65)
- Good as Gold (2005), samen met Soulwax
- Far From Home (2006), (UK #65, AUS #69)
- Lower State of Consciousness (2007), Turbo Recordings
- Mind Dimension (2008), Turbo Recordings
- Shoes (2009)
- Bugatti (2014)

### Remixes
Tiga heeft een DJ-Kicks compilatie gemixt en is verschenen op Richard X's album Richard X Presents His X-Factor Vol. 1 en Jori Hulkkonens Different. Tiga heeft remixes gemaakt van artiesten zoals Bran Van 3000, Depeche Mode, Dannii Minogue, Scissor Sisters, Peaches, Felix Da Housecat, Cabaret Voltaire, Soulwax, LCD Soundsystem, FC Kahuna, Télépopmusik, Märtini Bros. en FPU.
- Bran Van 3000 - Drinking in L.A. (Tiga, Mateo and Delage's Sinking In LA Dub)
- Märtini Brös. - Flash (Tiga's Acid Flashback mix)
- Komma 8 Komma 1 - Popmusic (TGV Vocal mix)
- Nick Rhodes - Come About (Tiga Remix)
- LCD Soundsystem - Beat Connection (Tiga Edit)
- FC Kahuna - Machine Says Yes (Tiga's Unreleased Mix)
- Felix Da Housecat - Madame Hollywood (Tiga's Mister Hollywood Version)
- FPU - Ocean Drive (Tiga's White Linen Vox)
- Cabaret Voltaire - Nag Nag Nag (Tiga & Zyntherius Radio mix)
- Alpinestars - Snow Patrol (Tiga TGV Disco Patrol dub)
- Dannii Minogue - Put The Needle On It (Tiga's Cookies Dub Edit)
- Linda Lamb - Hot Room (Tiga remix)
- FPU - Race Car (TGV Join The Race Remix) / (TGV Dub)
- Alex Kid - Come With Me (Tiga vs Etoy Acideathravefuckinglive mix)
- Scissor Sisters - Comfortably Numb (Tiga remix)
- Märtini Brös. - Flash (Tiga's Unholy Trinity Mix)
- Télépopmusik - Breathe (TGV remix)
- The Neon Judgement - TV Treated (Tiga's Recovered Vox) / (Tiga's Dub for Ivan)
- Crossover - Phostographt (Tiga's Revenge)
- Märtini Brös. - Big and Dirty (Tiga remix)
- Peaches - Shake Yer Dix (Tiga's Where Were You in '92 Remix) / (Tiga's Where Were You in '92 Instrumental mix)
- Seelenluft - I Can See Clearly Now (Tiga remix)
- The Devils - Come Alive (Tiga remix)
- Drama Society feat. Turner - Crying Hero (Tiga remix)
- Junior Jack feat. Robert Smith - Da Hype (Tiga remix)
- Drinking Electricity - Breakout (Tiga edit)
- La Oreja de Van Gogh - Bonustrack (Tiga's Vocal Mix)
- Soulwax - E Talking (Tiga's Disco Drama remix)
- Tomas Andersson - Washing Up (Tiga's Na Na Na Na Na Remix)
- Zdar - Don't U Want (Tiga remix)
- LCD Soundsystem - Tribulations (Tiga's Out Of The Trance Closet mix)
- The Kills - The Good Ones (Tiga remix)
- Mylo - Muscle Car (Tiga remix)
- Depeche Mode - Shake The Disease (Tiga remix)
- Moby - Where You End (Tiga's All That I Need Is To Be Sampled mix) / (Tiga's All That I Need Is To Be Dubbed mix)
- Depeche Mode - Suffer Well (Tiga Remix)
- Pet Shop Boys - Minimal (Tiga's M-I-N-I-M-A-L Remix) / (Tiga's M-I-N-I-M-A-L Dub)
- Coldcut ft. Robert Owens - Walk A Mile In My Shoes (Tiga Mix)
- The Killers - Bones (Tiga Mix)
- LCD Soundsystem - I can Change (Tiga remix)